# Francesco Domenico Guerrazzi
Francesco Domenico Guerrazzi, född 12 augusti 1804, död 25 september 1873, var en italiensk författare.
Guerrazzi var under ungdomsåren en av Giuseppe Mazzinis ivrigaste vapendragare och blev för sin frihetssträvan flera gånger fängslad. Under sin tid som fånge på Portoferraio skrev han sin mest berömda roman, L'Assedio di Firenze (1834). Utropad som diktator i Florens efter storhertig Leopold II:s flykt i februari 1849 häktades han på nytt i april samma år efter reaktionens seger och förvisades till Korsika. Återkommen verkade han som deputerad i Turin 1862-1870. Sitt hat mot kyrkan gav Guerrazzi uttryck för i Isabella Orsini (1845) och Beatrice Cenci (1854). Hans Opere utkom i 15 band 1868, hans Lettere utgavs av Giosuè Carducci 1880-82 och av Ferdinando Martini 1891. Hans Lettere famigliari utkom 1924.